# Vlaamse Dansen
De Vlaamse dansen (Alternatief: Vlaamsche dansen; Frans: Danses flamandes) is een orkestsuite die in 1884 gecomponeerd werd door de Belgische componist Jan Blockx. Deze suite is het populairste orkestwerk dat Blockx schreef en wordt regelmatig uitgevoerd. Blockx arrangeerde het werk zelf voor piano en voor vierhandig piano.
De suite bestaat uit vijf dansen, waarvan er 4 gebaseerd zijn op Vlaamse volksliederen. Het thema van de vijfde en laatste dans schreef Blockx zelf. Origineel schreef hij zes dansen en een intermezzo, maar één dans en het intermezzo werden niet gepubliceerd. De verschillende delen zijn:
1. Allegretto, in D majeur, gebaseerd op het reuzenlied (en dus onrechtstreeks op de hymne conditor alme siderum)[2]
2. Scherzo, in F majeur, gebaseerd op het Vlaamse volksliedje Wel Anne-Marieken, waer gaet ge naer toe?
3. Un poco maestoso, in C majeur, gebaseerd op de reuzendans van Borgerhout, een barok menuet.
4. Scherzo, in F majeur, gebaseerd op het Vlaamse volksliedje Zeg kwezelken, wilde gy dansen?
5. Tempo risoluto, in D majeur, op een eigen thema dat hij Jagerdans noemt.

Blockx combineert deze thema's met eigen tegenmelodieën.
Blockx droeg elke dans op aan een vriend: componist Gustave Huberti (1843-1910); Eugène Landoy junior (1857-1909), journalist bij de Antwerpse krant Le Matin; de Franstalige Antwerpse schrijver Louis Van Keymeulen (1842-1915); componist en dirigent Léon Jehin (1853-1928) en componist Albert De Vleeshouwer (1864-1913), een leerling van Blockx.
De Vlaamse dansen passen binnen de tendens van het romantisch nationalisme. Het gebruik van volksliedjes in romantische muziekstukken kwam al prominent naar voor bij componisten als Johannes Brahms en Frédéric Chopin. Expliciet nationalistisch gebruik van volksthema's was later nog duidelijker bij onder meer Bedřich Smetana, Antonín Dvořák en Jean Sibelius. Blockx' leermeester Peter Benoît was een boegbeeld in de Vlaamse muziekbeweging en kende aan zijn muziek een belangrijke volksopvoedende functie toe. Benoît verkoos echter originele thema's te schrijven in een folkloristisch karakter. Charles-Louis Hanssens was wellicht de eerste componist die doelbewust Vlaamse volksliederen in zijn muziek opnam.

## Populariteit

### Klara's top 100
| Jaar    | '12 | '13 | '14 | '15 | '16 | '17 | '18 | '19 | '20 | '21 | '21 | '22 | '23 |
| ------- | --- | --- | --- | --- | --- | --- | --- | --- | --- | --- | --- | --- | --- |
| Positie | 44  | -   | -   | 97  | -   | -   | 86  | -   |     | -   | -   | -   | -   |